# ツール・ド・フランス1990
ツール・ド・フランス1990はツール・ド・フランスとしては77回目の大会。1990年6月30日から7月22日まで、全21ステージで行われた。

## みどころ
前年の当大会で奇跡の大逆転優勝を収めたグレッグ・レモンは、その余勢をかって世界自転車選手権でも優勝。
当年はZに移籍し、連覇をもくろんでいた。
しかし序盤ステージから早くも「レモン潰し」ともいえる果敢なアタック合戦が展開され、レモンは一時窮地に陥ることになる。

## 今大会の概要
早くも第5ステージで今大会の正念場が訪れる。スプリンターたちの果敢なアタック合戦が展開され、前年大逆転負けを喫したローラン・フィニョンが早くもこのステージでリタイア。レモンもこのステージだけで4分30秒の差をつけられ、この時点ではマイヨ争いは圏外であった。
第7ステージの個人タイムトライアルでもレモンは区間7位と振るわず、マイヨ・ジョーヌのスティーブ・バウアーに対し、10分9秒差の7位と低迷していた。対して、カレラのクラウディオ・キアプッチが1分11秒差の区間3位と健闘。
第9ステージからはアルプスステージが始まるが、第16ステージまで山岳レースが続く。第10・11ステージを経て漸くレモンは総合3位にまで浮上してきたが、マイヨのロナン・パンセとはまだ9分4秒差もあった。対してキアプッチは1分28秒差の総合2位につけ、射程圏内へと持ち込んでいた。
第12ステージの個人タイムトライアル。このステージはエリック・ブロイキンクが制し、レモンは56秒差の区間5位。キアプッチが1分5秒差の区間8位で続いたことから、ここでマイヨはキアプッチに移動。パンセが1分17秒差の総合2位に退き、ブロイキンクが同3位の6分55秒差で続く。レモンは同4位の7分27秒差と依然低迷。
しかし続く第13ステージでレモン、ブロイキンクがキアプッチ潰しに出たことが功を奏し、両者は区間優勝のエドゥアルド・チョザスと同タイムゴール。対するキアプッチは4分53秒差広げられ、この時点でマイヨのキアプッチに対し、ブロイキンクが2分2秒差の総合2位、レモンも2分34秒差の同3位と一気にタイム差を縮めてきた。
そして第16ステージ。レモンは会心の走りを披露し、区間優勝のミゲル・インドゥラインにわずか6秒差の同2位でフィニッシュ。総合2位に浮上するとともに、キアプッチとの差をわずか5秒差にまで縮めてきた。
そして第20ステージの個人タイムトライアル。この区間はまたしてもブロイキンクが制したが、レモンが区間5位の57秒差に対し、キアプッチは3分18秒の差をつけられ、ここでレモンがキアプッチに2分16秒の差をつけついにマイヨ奪取。そしてそのまま押し切り、総合2連覇を果たした。
ちなみにレモンは今大会、一度も区間優勝がなかった。

## 総合成績
| 順位 | 選手名                     | 国籍           | チーム           | 時間        |
| ---- | -------------------------- | -------------- | ---------------- | ----------- |
| 1    | グレッグ・レモン           | アメリカ合衆国 | Z                | 90h 43' 20" |
| 2    | クラウディオ・キアプッチ   | イタリア       | カレラ           | 2' 16"      |
| 3    | エリック・ブロイキンク     | オランダ       | PDM              | 2' 29"      |
| 4    | ペドロ・デルガド           | スペイン       | バネスト         | 5' 01"      |
| 5    | マリノ・レハレタ           | スペイン       | オンセ           | 5' 03"      |
| 6    | エドゥアルド・チョザス     | スペイン       | オンセ           | 9' 14"      |
| 7    | ジャンニ・ブーニョ         | イタリア       | シャトーダックス | 9' 39"      |
| 8    | ラウル・アルカラ           | メキシコ       | PDM              | 11' 14"     |
| 9    | クロード・クリケリオン     | ベルギー       | ロト             | 12' 04"     |
| 10   | ミゲル・インドゥライン     | スペイン       | バネスト         | 12' 47"     |
| 11   | アンドリュー・ハンプステン | アメリカ合衆国 | セブンイレブン   | 12' 54"     |
| 12   | ペリョ・ルイスカベスタニー | スペイン       |                  | 13' 39"     |
| 13   | ファビオ・パラ             | コロンビア     |                  | 14' 35"     |
| 14   | ファブリス・フィリポ       | フランス       |                  | 15' 49"     |
| 15   | ジル・ドリオン             | フランス       |                  | 16' 57"     |
| 16   | ウイリアム・パラシオ       | コロンビア     |                  | 19' 43"     |
| 17   | ヨハン・ブリュイネール     | ベルギー       |                  | 20' 24"     |
| 18   | ロベルト・コンティ         | イタリア       |                  | 20' 43"     |
| 19   | エリック・ボワイエ         | フランス       |                  | 22' 09"     |
| 20   | ロナン・パンセック         | フランス       |                  | 22' 54"     |